# 伊斯克
伊斯克（法語：Isques，法語發音：[isk]）是法国上法蘭西大區加来海峡省的一个市镇，属于滨海布洛涅区。

## 地理
伊斯克（50°40'33"N, 1°39'0"E）面积6.98 平方千米，位于法国上法蘭西大區加来海峡省，该省份为法国北部沿海省份，西北濒北海，南至索姆省，东临北部省。
与伊斯克接壤的市镇（或旧市镇、城区）包括：埃尚冈、班克坦、孔代特、埃迪尼厄勒-莱布洛涅、埃丹拉贝、圣艾蒂安欧蒙、圣莱奥纳尔。

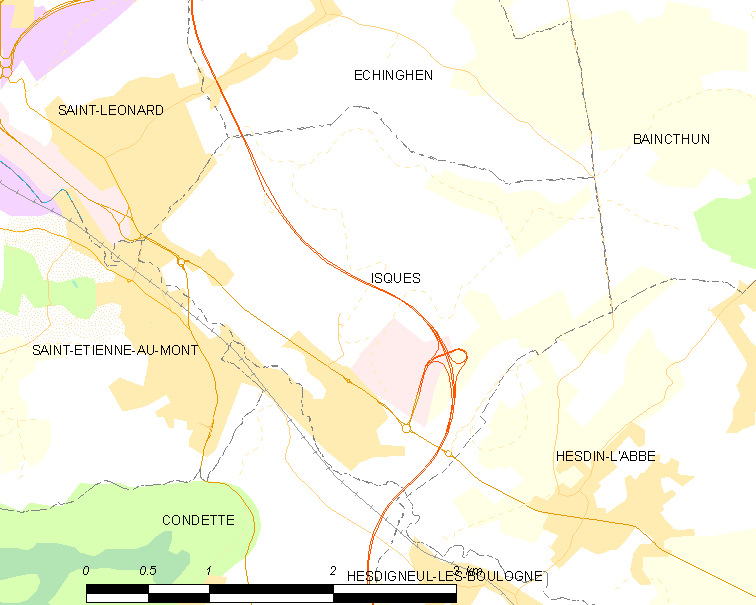
伊斯克的OSM定位图

伊斯克的时区为UTC+01:00、UTC+02:00（夏令时）。

## 行政
伊斯克的邮政编码为62360，INSEE市镇编码为62474。

## 政治
伊斯克所属的省级选区为乌特罗县。

## 人口

1962-2008年间伊斯克人口变化图示

伊斯克于2022年1月1日时的人口数量为1141人。